# Ustanciosporium taubertianum
Ustanciosporium taubertianum är en svampart som först beskrevs av Henn., och fick sitt nu gällande namn av M. Piepenbr. & Begerow 2000. Ustanciosporium taubertianum ingår i släktet Ustanciosporium och familjen Anthracoideaceae.   Inga underarter finns listade i Catalogue of Life.